# Ethan Carter III
Michael Hutter, meglio conosciuto con il ring name Ethan Carter III (Willoughby, 18 marzo 1983), è un wrestler statunitense che combatte nel circuito della National Wrestling Alliance, dove è l'attuale detentore dell'NWA Worlds Heavyweight Championship al suo primo regno.
È principalmente ricordato per i suoi trascorsi nella Total Nonstop Action Wrestling, federazione nella quale ha vinto una volta il TNA World Heavyweight Championship.

## Carriera

### Circuito indipendente (2002–2007)
Michael Hutter inizia l'attività di wrestler nel 2002 nel circuito indipendente dell'Ohio.

### WWE (2007–2013)

#### Ohio Valley Wrestling (2007–2009)
Il 14 febbraio 2007 debutta nella Ohio Valley Wrestling in un Gauntlet match a sei uomini e viene battuto da Boris Alexiev e poco tempo dopo subisce un'altra sconfitta per mano di Mike Mondo. Il 25 aprile, in squadra con TJ Dalton e Jamin Olivencia, vince contro Pat Buck, Johnny Punch e Braddock ma poi perde contro Dal Elettrico nel dark mmatch del 2 maggio. Cambia il suo nome in Mike Hutter e compete in diversi dark match in coppia con Dolph Ziggler e Caylen Croft contro Mike Kruel, Vladimir Kozlov e Boris Alexiev in un Gauntlet match perde ancora contro Chet The Jett. Nella sua ultima apparizione in OVW, viene sconfitto in un gauntlet match dallo United States Champion Montel Vontavious Porter.

#### Florida Championship Wrestling (2009–2010)
Il 9 febbraio 2009 Michael Hutter fa il suo esordio nella Florida Championship Wrestling, con il ring name Derrick Bateman, venendo sconfitto da Drew McIntyre. Successivamente entra a far parte della stable dei Washington's Secret Service.
Dopo una lunga pausa per un infortunio al ginocchio, Derrick Bateman ritorna il 25 febbraio 2010, perdendo contro i fratelli Bo Rotundo e Duke Rotundo in coppia con Adam Atherton. Il 12 agosto vince l'FCW Florida Tag Team Championship insieme a Johnny Curtis, sconfiggendo Brodus Clay e Donny Marlow e i Los Aviadores (Epico e Hunico) in un 3-Way Tag Team match. Dopo un regno durato tre mesi, i due perdono i titoli contro Wes Brisco e Xavier Woods.

#### NXT(2010–2013)
Derrick Bateman fa il suo esordio nella WWE durante la puntata di NXT del 7 dicembre 2010, venendo annunciato come uno dei sei partecipanti alla quarta stagione del programma. Il 5 luglio 2011 fa coppia con il suo tutor, Daniel Bryan, sconfiggendo Darren Young e Titus O'Neil.
Il 16 agosto presenta al pubblico la sua nuova manager, Maxine, concorrente della terza stagione di NXT che lo aiuta a vincere un match contro Titus O'Neil. Nel mese di novembre inizia una breve faida con Johnny Curtis per conquistare Maxine, uscendone vincitore. Il 13 giugno 2012, nell'ultima puntata di NXT Redemption, perde contro Curt Hawkins e Tyler Reks in coppia con Percy Watson.
Dopo la conclusione del reality show, Derrick Bateman rimane ad NXT per ricevere ulteriore allenamento. Il 26 giugno 2012 viene sconfitto da Antonio Cesaro e subisce un infortunio al ginocchio che lo costringe ad uno stop durato circa sei mesi. Fa il suo ritorno nella puntata di NXT del 21 febbraio 2013, venendo battuto facilmente da Kassius Ohno.
Il 17 maggio 2013 Derrick Bateman viene licenziato dalla WWE.

### Total Nonstop Action Wrestling (2013–2018)
Michael Hutter fa il suo esordio a Impact durante la puntata del 5 settembre 2013, presentandosi con la gimmick di Ethan Carter III (o EC3), il nipote viziato della proprietaria della federazione, Dixie Carter. Debutta sul ring il 20 ottobre, a Bound for Glory, sconfiggendo facilmente Norv Fernum.
A Turning Point sconfisse Shark Boy e la settimana successiva sconfisse Curry Man ed anche l'arbitro Earl Hebner.
Nella puntata di Impact del 12 dicembre si confrontò con Sting e fu costretto a decidere se affrontarlo in un match oppure partecipare ad un Feast or Fired e, decidendo per quest'ultimo, riuscì a prendere la valigetta contenente un match valido per il titolo TNA World Tag Team Championship.
Nella puntata del 26 dicembre collaborò con The BroMans con Rockstar Spud in un four-on-two handicap match contro Sting e Jeff Hardy dove riusì a schienare Sting.
Il 2 gennaio 2014 venne sfidato dallo stesso Sting per un match al Genesis e dove Carter vinse grazie all'aiuto di Magnus e Rockstar Spud che arbitrarono il match in qualità di arbitro speciale mentre il 30 gennaio in un tag team match con Magnus perse contro Samoa Joe e Kurt Angle.
Nella puntata di Impact del 6 febbraio infortunò Kurt Angle ad un ginocchio mentre stava per vincere con una sottomissione ai danni di Magnus ed il match si concluse con la squalifica di quest'ultimo. La settimana seguente fu Magnus ad interferire nel match tra Carter e Gunner e con la conseguenza che fu stipulato un Title vs. title match e "Tag team title" vs. Number One Contender dove Carter perse l'opportunità di sfidare i detentori del titolo TNA World Tag Team Championship (Storm e Gunner, mentre Magnus era il detentore del titolo TNA World Heavyweight Championship e Carter era il Number One Contender poiché aveva la valigetta del Feast or Fired).
Il 27 febbraio 2014 Angle (dopo un periodo di indecisione e rinvii), accettò ufficialmente la sua introduzione nella TNA Hall of Fame ma la cerimonia fu interrotta da EC3, che lo minacciò di strappargli i legamenti del ginocchio e che di conseguenza sarebbe dovuto andare in pensione così Angle lo attaccò per poi sfidarlo a un match al Lockdown e match che non si disputò per le complicazioni dell'infortunio di Angle. 

Fu Bobby Lashley a rispondere alla sfida di Carter ed lo Steel cage match tra i due si concluse in no contest mentre nella puntata del 20 marzo, disputò un match contro Lashely dove vinse per squalifica dopo un assalto da parte di Willow sullo stesso Carter.
A Sacrifice, Carter e Rockstar Spud furono sconfitti Willow ed Angle e l'8 maggio, EC3 affrontò Kurt Angle vincendo (Angle si infortunò nuovamente al ginocchio durante il match, permettendo ad EC3 di vincere per poi e di infierire sulla gamba di Angle).
Nell'estate del 2014 la storyline si evolse portando Carter ad una faida con Bully Ray il quale minacciava di schiantare sua zia Dixie Carter sopra ad un tavolo dopo il match e ciò provocò la stipulazione di un Texas Death match a Slammiversary XII e che EC3 vinse con l'aiuto di Dixie Carter (travestita da tecnico della produzione) e Rockstar Spud.
Il 3 luglio sconfisse Bully Ray in un Tables match grazie anche alle interferenze di Rhino in suo favore e che indusse Bully Ray (con Devon e Tommy Dreamer come suoi compagni) a sfidare EC3, Rhino e Spud in un Six Man Hardcore match dove vinse il gruppo di EC3 grazie alle interferenze di Gene Snitsky e Rycklon.
Nella puntata del 7 agosto EC3, Rycklon, Gene Snitsky e Rhino sono stati sconfitti in eight man Hardcore War contro il Team 3D, Al Snow e Tommy Dreamer ed in seguito Bully Ray mantenne la sua promessa schiantando Dixie Carter su un tavolo con la conseguenza che EC3 incolpò Rhino e lo attaccò, trasformando così Rhino in un face.
La settimana seguente perse contro Rhino per la prima volta (e per squalifica) in un match singolo  dopo averlo colpito più volte con una sedia, Spud cercò di fermare EC3 ma ottenne le stesse inacce e ciò causando una grande tensione tra i due.
Nella puntata dell'8 ottobre Rockstar Spud da un turn face schiaffeggiando EC3 ed il 12 ottobre a Tokyo in Giappone a Bound for Glory sconfigge il lottatore di sumo Ryota Hama. Il 15 ottobre ad Impact Carter introdusse la sua nuova guardia del corpo Tyrus ed insieme tentarono di vincere il titolo TNA World Tag Team Championship dopo aver sconfitto Eric Young e Rockstar Spud nei quarti di finale e poi perdere contro gli Hardy Boyz il 29 ottobre nella semifinale del torneo indetto.
Nell'inverno del 2014 - 2015 l'amico di Rockstar Spud (Jeremy Borash) interferisce nella faida prendendo le difese di Spud e vi si ritrova coinvolto fino a dover disputare un Hair vs. hair match che perse contro Carter (e come da stipulazione), ne subisce il taglio dei capelli. Il 14 marzo nell'edizione di Impact la faida tra Spud ed EC3 si concluse in un ulteriore hair vs hair match che vinse Carter.
Dopo il match, EC3 sembrò diventare face poiché disse di rispettare e ammirare Spud stringendolgi la mano ma poi lo attaccò alle spalle radendo anche a lui i capelli ed infine ad One Night Only Hardcore Justice lo sconfisse di nuovo in un First Blood match.
Dopo aver sconfitto Mr. Anderson per diventare il contendente numero uno al titolo, Carter ha sconfitto Kurt Angle nella puntata di Impact del 25 giugno 2015 (trasmessa il 1º luglio) e vincendo il TNA World Heavyweight Championship per la prima volta nella sua carriera.
Tre giorni dopo a Slammiversary XIII Carter e Tyrus sconfiggono Anderson e Bobby Lashley mentre l'8 luglio ad Impact dopo aver difeso il titolo per tre volte in una notte sconfiggendo Norv Fernum, Sharkboy e Kurt Angle (quest'ultimo per squalifica), Carter ha continuato a difendere il titolo contro Drew Galloway, Matt Hardy e PJ Black, prima di perderlo dopo 101 giorni di regno contro Matt Hardy al Bound for Glory. 

Carter (kayfabe) ha poi depositato un'ingiunzione restrittiva che ha proibito a Hardy di apparire a Impact per un mese, il quale ha costretto Hardy a cedere il titolo in modo da restare nello spettacolo. In seguito e nel tentativo di rivincere il titolo (reso vacante dalla restituzione di Hardy) ha partecipato al torneo indetto per la riassegnazione vincendo contro Mr. Anderson (sedicesimi di finale), DJ Z (ottavi) e Davey Richards (quarti di finale).
Il 6 gennaio 2016 a Impact vinse il torneo e per la seconda volta il titolo TNA World Heavyweight Championship dopo aver sconfitto Bobby Lashley nella semifinale e Matt Hardy nella finale ma tre giorni dopo a TNA One Night Only – Rivals (e trasmesso il 19 febbraio) perse il titolo in un Last Man Standing match dopo che Tyrus si rivoltò contro di lui diventando un face.
Nel febbraio Carter forma una nuova alleanza con Rockstar Spud e vince contro Tyrus e Hardy un tag team match il 16 febbraio e poi perdere al Lockdown in uno Six Sides of Steel match la possibilità di rivincere il titolo sempre contro Hardy.
Il 22 marzo diventa il contendente numer uno al titolo dopo aver vinto una battle Royal ed il 29 sconfigge (per squalifica) Matt Hardy, Rockstar Spud, Tyrus e Reby Sky in un Four On One handicap match inoltre nello stesso giorno viene sconfitto da Matt Hardy, Mike Bennett e Tyrus (con Maria Kanellis, Reby e Rockstar Spud) in un Six-man tag team match che disputa in team con i Beer Money, Inc..
Nell'episodio del 29 marzo Bennett declina la sfida di Carter e nell'episodio del 12 aprile Bennett lo sconfigge per squalifica dopo che Carter lo colpì con una sedia di acciaio durante il match. 

A Sacrifice Bennett sconfigge di nuovo Carter per schienamento (dando termine al lungo periodo di imbattibilità di Carter) e nell'episodio di Impact del 10 maggio Bennett rifiuta di nuovo una sfida di Carter dicendo che l'accetterebbe solo se Carter vincesse tre incontri contro tre altri wrestler da lui indicati e solo se Carter in seguito accettasse un match da disputare a Slammiversary. 

Nel'episodio del 7 giugno Carter e Gail Kim sconfiggono Bennett e Allie ed a Slammiversary Carter sconfigge di nuovo Bennett in un single match.
A Destination X combatte contro Drew Galloway in un unsanctioned match che finisce in no contest ed in agosto alle Bound for Glory Series sconfigge Bennett ottenendo il diritto di sfidare il detentore del titolo (Lashley). 
Carter disputa (e ne viene sconfitto) un No Holds Barred match al Bound for Glory contro Lashley che rimane il campione in carica.
Nell'episodio dell'8 dicembre disputa un match valido per il titolo di campione del mondo contro Eddie Edwards che finisce in no contest e nelle registrazioni di 'TNA One Night Only avvenute nel giorno successivo sconfigge Aaron Rex.
Il 7 gennaio perde un fatal three-way match contro Lashley ed Eddie Edwards valido per il titolo TNA World Heavyweight Championship ed al One Night Only: Live! viene ancora sconfitto da Eddie Edwards (il campione in carica) mentre nell'episodio del 12 gennaio viene sconfitto da Lashley in un last man standing match e perde la possibilità di diventare il Number One Contender al medesimo titolo. 

Nell'episodio del 9 marzo Carter interrompe il debutto di Alberto El Patron dicendo che El Patron non meritasse un match per il titolo ma le sue intenzioni vengono ignorate ed El Patron comunque lotta per il titolo contro Lashely nell'episodio del 2 marzo vincendo. 

Per la controversa vittoria di El Patron contro Lashey e la conseguente rinuncia nello stesso verso il titolo (riassegnato a Lashely) nell'episodio del 16 marzo Carter perde per sottomissione la possibilità di diventare il number one contender al titolo (contro El Patron) ed il 20 aprile fa perdere il titolo di campione del mondo a James Storm colpendolo con una bottiglia di birra mentre difende il titolo in un match contro Lashley e mentre l'arbitro era a terra incosciente.
Il 23 marzo va in onda la puntata in cui trova la valigetta del licenziamento è lui ironizza postando una foto con la scritta NXT invece che licenziamento prendendo in giro l'ex TNA.

### Ritorno in WWE (2018–2020)

#### NXTeRaw(2018–2020)
Il 27 gennaio 2018 venne inquadrato dalle telecamere in mezzo al pubblico presente al Wells Fargo Center per assistere ad NXT TakeOver: Philadelphia; durante lo show venne annunciata la sua firma con la WWE. Il 7 aprile, ad NXT TakeOver: New Orleans, fece il suo secondo debutto ad NXT, partecipando ad un 6-man ladder match per l'assegnazione del North American Championship che però venne vinto da Adam Cole. Il 9 maggio si presentò nello show giallo, con il ring-name di EC3, sconfiggendo facilmente Raul Mendoza; nelle settimane successive batté Fabian Aichner e Kassius Ohno. Nella puntata di NXT del 4 luglio perse contro Johnny Gargano, subendo la sua prima sconfitta dal ritorno in WWE. Il 18 agosto, ad NXT TakeOver: Brooklyn 4, venne battuto anche da Velveteen Dream. Dopo una breve faida con l'Undisputed Era, combatté il suo ultimo match ad NXT durante la puntata del 9 gennaio 2019 venendo sconfitto da Adam Cole.
Nella puntata di Raw del 4 febbraio fece il suo esordio nel main roster sconfiggendo Dean Ambrose. Il 7 aprile, nel Kick-off di WrestleMania 35, partecipò all'André the Giant Memorial Battle Royal ma venne eliminato da Luke Harper. Con lo Shake-up del 15 aprile 2019 passò ufficialmente al roster di Raw; quella stessa sera, venne brutalmente attaccato da Braun Strowman. Nella puntata di Raw del 20 maggio apparve sul ring insieme ad altri wrestler per provare a conquistare il 24/7 Championship ma esso venne preso da Titus O'Neil. In seguito apparve insieme agli altri wrestler nelle settimane successive per inseguire il neo-campione R-Truth. Nella puntata di Raw del 24 giugno conquistò il 24/7 Championship schienando il campione Cedric Alexander ma poco dopo, distratto da Carmella, perse il titolo contro R-Truth. Il 20 settembre, durante un house-show a Quezon City nelle Filippine, vinse per la seconda volta il 24/7 Championship contro R-Truth, ma lo perse poco dopo; la stessa cosa si ripeté il giorno dopo a Shanghai e il giorno dopo ancora ad Honolulu. Nella puntata di Raw del 23 settembre venne sconfitto in poco tempo da Rusev nel suo ultimo match in WWE. Ad inizio novembre subì una commozione cerebrale che lo costrinse ad uno stop di tre mesi.
Il 15 aprile 2020 venne licenziato dalla WWE.

### Ring of Honor (2020–2022)
Il 19 ottobre, EC3 fa un'apparizione in Ring of Honor, sfidando i più grandi nomi della federazione prima di avere un alterco verbale con Shane Taylor nel backstage.

### National Wrestling Alliance (2022–presente)
Durante la prima serata dell'evento NWA 74th Anniversary Show, esordì nella National Wrestling Alliance (NWA) sconfiggendo Mims per sottomissione. Nel pre-show di Nuff Said fu annunciato che  EC3 aveva ufficialmente firmato un contratto con la NWA. Più tardi quella stessa sera, EC3 sconfisse Kevin Kiley (ex Alex Riley), sempre facendolo cedere per dolore. Il 14 febbraio 2023 a NWA Powerrr, apparve per congratularsi con il campione NWA World Tyrus per la sua vittoria con Rolando Freeman. Il 7 aprile a NWA 312 sconfisse Cyon conquistando il NWA National Heavyweight Championship. Il 2 maggio a Powerrr, difese con successo il titolo contro Carnage. Quindi difese la cintura in entrambe le serate della Crockett Cup, prima con contro Silas Mason e poi con l'NWA World Television Champion Thom Latimer.
Dopo aver difeso con successo il titolo contro "Thrillbilly" Silas Mason, EC3 gettò la cintura sul ring, lasciandolo ufficialmente per poter sfidare Tyrus per l'NWA Worlds Heavyweight Championship a NWA 75th Anniversary Show. Il 27 agosto a NWA 75, EC3 sconfisse Tyrus in un bullrope match conquistando il titolo massimo NWA. Nella puntata del 26 settembre di Powerrr, difese la cintura contro Jay Bradley. Il 28 ottobre a NWA Samhain sconfisse Thom Latimer difendendo nuovamente il titolo. Il 14 novembre a Powerrr sconfisse Talos. Il 2 marzo 2024 allo show Hard Times sconfisse anche "Thrillbilly" Silas Mason. Cedette il titolo il 31 agosto 2024 all'evento NWA 76th Anniversary Show quando fu sconfitto da Thom Latimer a Filadelfia, in Pennsylvania.

## Personaggio

### Mosse finali
- Ethan Carter's Driver (Double underhook lifting sitout facebuster)
- One Percenter (Headlock driver)
- One Percent (Fireman's carry cutter) – 2018–2020

### Soprannomi
- "Agent"
- "Ass Kickin Machine"
- "Deviant"
- "Hardcore American Icon"

### Musiche d'ingresso
- Gasoline Upcharge di Chris Weerts (2010–2013)
- Trouble di Dale Oliver (2013–2018)
- Top One Percent dei CFO$ (2018–2020)

## Titoli e riconoscimenti
- Absolute Intense Wrestling
  - AIW Absolute Championship (1)
- Atomic Revolutionary Wrestling
  - ARW Heavyweight Championship (1)
- Firestorm Pro Wrestling
  - FPW Heavyweight Championship (1)
- Florida Championship Wrestling

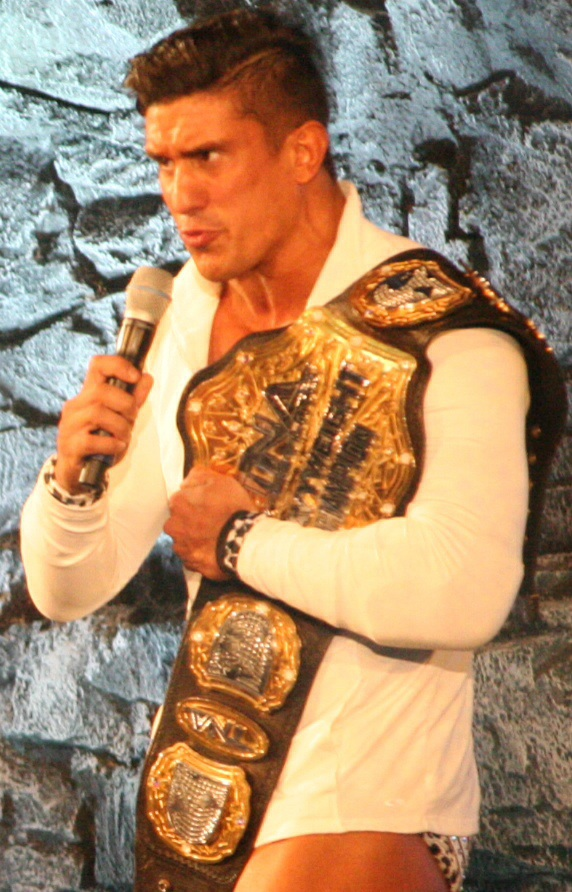
Ethan Carter III con il TNA World Heavyweight Championship, titolo che ha detenuto due volte in carriera

  - FCW Florida Tag Team Championship (1) – con Johnny Curtis
- House of Glory
  - HOG World Heavyweight Championship (1)
- National Wrestling Alliance
  - NWA National Heavyweight Championship (1)
  - NWA Worlds Heavyweight Championship (1)
- Ohio Valley Wrestling
  - OVW National Heavyweight Championship (1)
- Pro Wrestling Illustrated
  - 20º tra i 500 migliori wrestler singoli nella PWI 500 (2016)
- Total Nonstop Action Wrestling
  - TNA World Heavyweight Championship (2)
  - TNA Grand Championship (1)
  - Feast or Fired (edizione 2018)
- WWE
  - WWE 24/7 Championship (4)
- Wrestle Circus
  - WC Ringmaster Championship (1)

## Filmografia
- The House of the Devil, regia di Ti West (2009)